# The Utah Kid

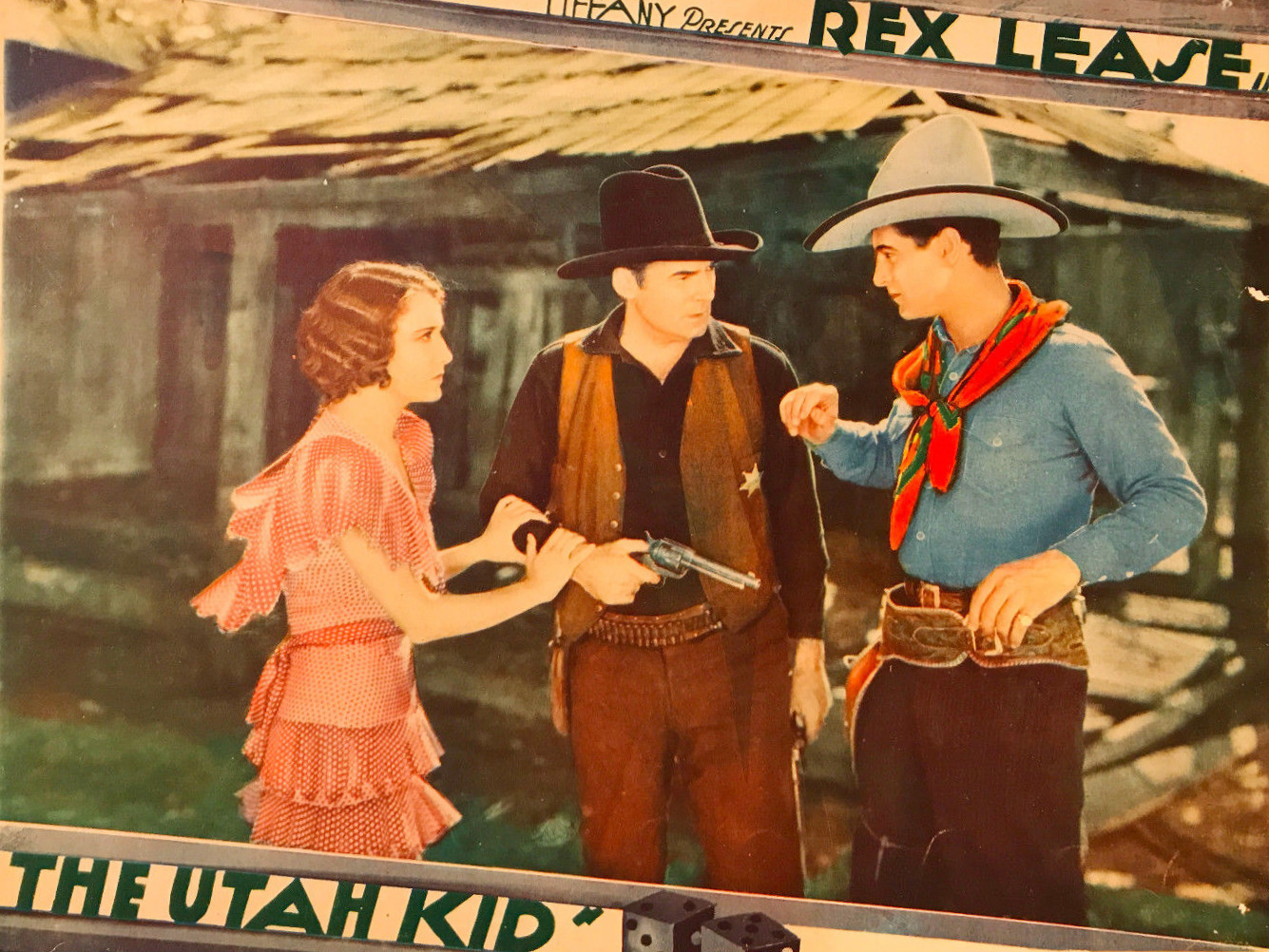

Pour plus de détails, voir Fiche technique et Distribution.
The Utah Kid est un film américain réalisé par Richard Thorpe, sorti en 1930.

## Synopsis
Cal Reynolds, un hors-la-loi, arrive à échapper au shérif et à son posse. Il retrouve dans un saloon Butch, le chef de la bande, en train de faire des avances à Jennie Lee, une jeune institutrice fiancée au shérif Bentley. Par un concours de circonstances, Cal se retrouve marié à Jennie, et de ce fait il envisage de devenir honnête. Mais lorsque le posse arrive à la cachette du gang, ses acolytes pensent qu'il les a doublés. Pour prouver sa loyauté, Cal se bat contre le shérif et ses hommes. Il blesse Bentley mais, réalisant que Jennie est amoureuse de lui, il lui sauve la vie. Butch est tué lors d'un duel avec Cal et Jennie, finalement, décide que c'est Cal qu'elle aime.

## Fiche technique
- Titre original : The Utah Kid
- Réalisation : Richard Thorpe
- Scénario : Frank Howard Clark
- Photographie : Arthur Reed
- Son : Corson Jowett
- Montage : Billy Bolen
- Société de production : Tiffany Productions
- Société de distribution : Tiffany Productions
- Pays de production :  États-Unis
- Langue originale : anglais
- Format : noir et blanc — 35 mm — 1,37:1 — son Mono (RCA Photophone System)
- Genre : Western
- Durée : 44 minutes
- Date de sortie :
  - États-Unis : 22 octobre 1930

## Distribution
- Rex Lease : Cal Reynolds
- Dorothy Sebastian : Jennie Lee
- Tom Santschi : Butch
- Mary Carr : Tante Ada
- Walter Miller : Shérif Jim Bentley
- Lafe McKee : Parson Joe
- Boris Karloff : Baxter
- Bud Osborne : shérif-adjoint